# 三十二分音符

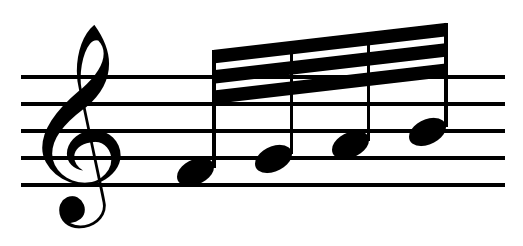
桁で一緒になった4つの32分音符

三十二分音符（さんじゅうにぶおんぷ、アメリカ英語：thirty-second note、イギリス英語：demisemiquaver、ドイツ語：Zweiunddreißigstel Note）は、全音符の1⁄32の長さで演奏される音符。十六分音符の半分の長さ、六十四分音符の2倍の長さである。
32分音符は楕円形で中黒の符頭と3つの旗もしくは桁がついたまっすぐな符幹で表記される。1つの32分音符には必ず旗が付けられているが、2つ以上では通常まとめて桁がかけられている。幹のある他の音符と同様、32分音符は五線譜の中線より下にあるときは幹は符頭の右にあり上向きに伸び、中線上もしくは中線より上にあるときは幹は符頭の左にあり下向きに伸びている。旗は常に幹の右にあり、右にカーブしている。上に伸びる幹の場合、旗は幹の上端から始まり下にカーブする。複数の32分音符や8分音符（または16分音符など）が隣り合っている場合は、旗を桁でつなぐことができる。同様の規則は64分音符のようなこれより短い音符にも適用される。
関連記号として32分休符があるが、これは同じ時間の休止を表す。